# Дуарте де Мінезіш
Дуарте де Мінезіш (порт. Duarte de Meneses; до 1488 — після 1539) — португальський дворянин і колоніальний адміністратор XVI століття зі старовинного португальського роду Мінезіш. Був губернатором португальського Танжеру (двічі: в 1508—1521 і 1536—1539 роках) і губернатором Португальської Індії (1522—1524 рр.).

## Біографія
Дуарте де Мінезіш був старшим сином впливового дворянина Жуана де Мінезіш, 1-го графа Таруки і пріора Крату (голова Ордену госпітальєрів у Португалії) та його дружини Жуани де Вілена. Його назвали на честь його відомого діда — Дуарте де Мінезіш, 3-го графа Віани, капітана Ксар-ес-Сегіра.

## Танжер
У 1508 році Дуарте де Мінезіш офіційно змінив свого батька на посаді капітана португальського Танжера, хоча фактично він уже виконував цю функцію від імені свого батька з 1507 року. В численних боях навколо Танжера він здобув репутацію грізного полководця.

## Індія
У 1521 році король Португалії Мануел I призначив Дуарте де Мінезіш черговим губернатором Португальської Індії, змінивши на цій посаді Діогу Лопіша де Секейра. Дуарте покинув Лісабон у квітні 1521 року на чолі флоту з 11 карак. Його супроводжував його брат Д. Луїш де Мінезіш, який був капітаном одного з кораблів. Після виходу з Ліссабону до армади Мінезіша приєдналася ескадра з чотирьох кораблів під командуванням Мартина Афонсу де Меллу, що прямувала до Китаю. Армада Мінезіша прибула до Гоа наприкінці серпня 1521 року. Він вступив на посаду на початку 1522 року, після від'їзду з Індії свого попередника.
Перебування Дуарте де Мінезіша на посаді губернатора вважається катастрофічним. Звинувачений у корупції, він був заарештований своїм наступником Васко да Гамою в 1524 році і відправлений назад до Португалії. В Португалії він перебував в ув'язненні у замку Торреш-Ведраш майже сім років, перш ніж був нарешті звільнений за заступництвом могутніх друзів, включаючи Антоніу де Атаїде, графа Кастанейра.

## Повернення в Танжер
Реабілітація Дуарте де Мінезіша була достатньо повною і у жовтні 1536 року він зумів був призначений на свою стару посаду губернатора Танжера. Він перебував на цій посаді до січня 1539 року, коли передав уряд своєму синові Жуану де Мінезіш.
Останні роки свого життя Дуарте де Мінезіш провів у Португалії.